# Callorhynchocotyle
Callorhynchocotyle är ett släkte av plattmaskar. Callorhynchocotyle ingår i familjen Hexabothriidae.
Kladogram enligt Catalogue of Life:
| Callorhynchocotyle | \| \| Callorhynchocotyle amatoi \| \| \| \| \| \| Callorhynchocotyle callorhynchi \| \| \| \| |
|                    | \| \| Callorhynchocotyle amatoi \| \| \| \| \| \| Callorhynchocotyle callorhynchi \| \| \| \| |
|                    | Dasyonchocotyle                                                                               |
|                    |                                                                                               |
|                    | Erpocotyle                                                                                    |
|                    |                                                                                               |
|                    | Heteronchocotyle                                                                              |
|                    |                                                                                               |
|                    | Hexabothrium                                                                                  |
|                    |                                                                                               |
|                    | Neoerpocotyle                                                                                 |
|                    |                                                                                               |
|                    | Pseudohexabothrium                                                                            |
|                    |                                                                                               |
|                    | Rajonchocotyle                                                                                |
|                    |                                                                                               |
|                    | Rhinobatonchocotyle                                                                           |
|                    |                                                                                               |
|                    | Squalonchocotyle                                                                              |
|                    |                                                                                               |
|                    | Callorhynchocotyle amatoi                                                                     |
|                    |                                                                                               |
|                    | Callorhynchocotyle callorhynchi                                                               |
|                    |                                                                                               |

|  | Callorhynchocotyle amatoi       |
|  |                                 |
|  | Callorhynchocotyle callorhynchi |
|  |                                 |